# Wolfgang Wiltschko
Wolfgang Wiltschko (nacido el 21 de agosto de 1938 en Kienberg, Bohemia) es un zoólogo y etólogo alemán especializado en ornitología. A principios de la década de 1960, desarrolló un aparato en la Universidad Johann Wolfgang Goethe de Frankfurt am Main, con la ayuda del cual los animales pueden ser expuestos a un campo magnético artificial estático que es variable en términos de orientación norte-sur. Fue el primer investigador en demostrar experimentalmente que las aves pueden orientarse utilizando el campo magnético terrestre, es decir, tienen un sentido magnético (brújula magnética). Por lo tanto, se le considera "uno de los pioneros en el campo de la orientación de las aves". Wiltschko también ha estado investigando las bases fisiológicas y neurobiológicas del sentido magnético en las aves durante varios años.

## Carrera
De 1959 a 1967, Wolfgang Wiltschko estudió zoología, botánica y química en la Universidad Johann Wolfgang Goethe de Fráncfort del Meno. En 1967 se doctoró en Frankfurt sobre la base de su tesis doctoral experimental sobre la influencia de los campos magnéticos estáticos en la orientación migratoria de los petirrojos (Erithacus rubecula) con Friedrich Wilhelm Merkel. De 1967 a 1973, Witschko trabajó como asistente científico en el Instituto de Zoología de la Universidad de Frankfurt am Main. En 1972 se habilita en el departamento de biología de la Universidad Goethe de Frankfurt sobre sistemas de brújula en la orientación de aves migratorias.

## Premios
- Premio Erwin Stresemann de la Sociedad Alemana de Ornitología (1977)
- Premio Elliott Coues y miembro honorario de la Unión Estadounidense de Ornitólogos (1994)
- Beca de Honor del Instituto Real Británico de Navegación (2009, junto con Roswitha Wiltschko)[2]
- Premio de Cultura Alemana de los Sudetes (2009)
- Doctorado honorario de la Facultad de Biología de la Universidad de Bielefeld (2011)[3]